# Сухой Широкоис

Сухой Широкоис — река в России, протекает в Лунинском и Иссинском районах Пензенской области. Устье реки находится в 114 км по левому берегу реки Исса. Длина реки составляет 33 км, площадь водосборного бассейна — 219 км².
Исток реки в Лунинском районе у деревни Широкоис в 18 км к юго-востоку от посёлка Исса. Вскоре после истока перетекает в Иссинский район, где находится основное течение. Река течёт на северо-запад и север, протекает населённые пункты Уварово и совхоз Уваровский. Впадает в Иссу ниже села Украинцево.

## Притоки (км от устья)
- 18 км: река Липлейка (лв)

## Данные водного реестра
По данным государственного водного реестра России относится к Окскому бассейновому округу, водохозяйственный участок реки — Мокша от истока до водомерного поста города Темников, речной подбассейн реки — Мокша. Речной бассейн реки — Ока.
По данным геоинформационной системы водохозяйственного районирования территории РФ, подготовленной Федеральным агентством водных ресурсов:
- Код водного объекта в государственном водном реестре — 09010200112110000027322
- Код по гидрологической изученности (ГИ) — 110002732
- Код бассейна — 09.01.02.001
- Номер тома по ГИ — 10
- Выпуск по ГИ — 0